# Veljo Tormis
Veljo Tormis (7. srpna 1930 Kuusalu – 21. ledna 2017) byl estonský hudební skladatel, který se věnoval především sborovým skladbám. Složil jich přes pět set, většina z nich je a cappella. Velká většina těchto skladeb vychází z tradičních estonských lidových písní (regilaulud), ať už textově, melodicky nebo pouze stylisticky. Komentoval to známou větou „Nejsem to já, kdo používá lidovou hudbu, je to lidová hudba, která používá mě.“ Krom toho je autorem 35 filmových partitur, jedné opery a dalších vokálních a instrumentálních skladeb. K jeho nejkrásnějším a pro běžného posluchače melodicky nejlíbivějším dílům patří sbírka jarních hudebních motivů pro ženský sbor s názvem „Jarní skicy" (Spring sketches). Zde Tormis ve své tvorbě na okamžik opuští tradiční baltský hudební dramatický sentiment a nechává zaznít čistou a přirozenou radost všeho stvoření, ze které vlastně, tak nějak po estonsku, vyrůstala celá jeho tvorba. Vystudoval Tallinskou a Moskevskou konzervatoři (1951–1956). Poté byl učitelem, od roku 1969 se živil výhradně jako nezávislý skladatel. Skládat přestal v roce 2000.